# Brnica (potok)
Brnica je potok, ki izvira v naselju Dolu pri Hrastniku, kjer se mu pridruži še potok Bela. Pri naselju Hrastnik se kot levi pritok izliva v potok Boben, ta pa se nedaleč kot levi pritok izliva v reko Savo. Brnica navezuje svoje ime z istoimenskim zaselkom, skozi katerega teče.